# 威斯特伐利亞鎮區 (密西根州)
威斯特伐利亞鎮區（英語：Westphalia Township）是位於美國密西根州克林頓縣的一個行政鎮區。

## 地方資料
威斯特伐利亞鎮區的面積為92.18平方千米，當中陸地面積為92.00平方千米，而水域面積為0.18平方千米。根據2020年美國人口普查的數據，當地共有人口2444人，而人口密度為每平方千米26.51人。